# Lewisia nevadensis
Lewisia nevadensis är en källörtsväxtart som först beskrevs av Samuel Frederick Gray, och fick sitt nu gällande namn av B.L. Robins. Lewisia nevadensis ingår i släktet Lewisia och familjen källörtsväxter. Inga underarter finns listade i Catalogue of Life.